# Solar (álbum de Elba Ramalho)
Solar é o 20º álbum da cantora brasileira Elba Ramalho, lançado em 1999, comemorando os 20 anos de carreira da mesma.
Com um repertório quase que integralmente formado por regravações, o álbum foi lançado em formato duplo: o primeiro disco, gravado em estúdio, conta com participações de convidados como Alceu Valença (na canção inédita "Trem das Ilusões"), Chico César, Lenine e Zé Ramalho. O segundo CD, por sua vez, conta com o registro ao vivo de shows realizados durante as festas juninas em Salvador (Bahia) e no Montreux Jazz Festival, na Suíça.
A música "Canção da Despedida", de Geraldo Azevedo e Geraldo Vandré, chegou a ser gravada, porém (ao contrário do que ocorreu em O Grande Encontro 2), não foi incluída por ter sido vetada por Vandré.

## Faixas

### Disco 1 (Estúdio)
1. A Palo Seco (Belchior) - 4:20
2. Trem das Ilusões (part. especial: Alceu Valença) (Alceu Valença, Herbert Azul) - 3:50
3. O Meu Amor (Chico Buarque) - 5:16
4. Não Sonho Mais (part. especial: Chico Buarque) (Chico Buarque) - 4:26
5. Cajuína (Caetano Veloso) - 3:19
6. Ave de Prata (part. especial: Zé Ramalho) (Zé Ramalho) - 3:57
7. Palavra de Mulher (Chico Buarque) - 3:36
8. Nó Cego (part. especial: Lenine) (Pedro Osmar) - 3:36
9. Imaculada (part. especial: Nana Caymmi) (Ary Sperling, Aldir Blanc) - 4:26
10. Sete Cantigas Para Voar (part. especial: Renata Arruda) (Vital Farias) - 3:38
11. Retrato da Vida (part. especial: Dominguinhos) (Dominguinhos, Djavan) - 3:45
12. Kukukaya (Jogo da Asa da Bruxa) (part. especial: Geraldo Azevedo) (Cátia de França) - 3:26
13. Choveu Sorvete (La Salve de las Antillas) (Luis Kalaff / Versão: Carlinhos Brown) - 3:47
14. Quem é Muito Querido a Mim (part. especial: Margareth Menezes) (Geraldo Azevedo, Rogério Duarte) - 3:39

### Disco 2 (Ao Vivo)
1. Caldeirão dos Mitos (Bráulio Tavares) - 4:24
2. Amor Com Café (Cecéu) - 2:50
3. Forró do Xenhenhém (Cecéu) - 2:57
4. Agora é Sua Vez (Zinho) / Forró das Cumadres (João Silva) - 3:05
5. É d'Oxum (part. especial: Gerônimo) (Gerônimo, Vevé Calazans) - 6:08
6. Pisa na Fulô (João do Vale, Ernesto Pires, Silveira Júnior) / Chororô (Gilberto Gil) / Pé de Serra (Luiz Gonzaga) - 4:46
7. Avohai (Zé Ramalho) - 4:39
8. Leão do Norte (Lenine, Paulo César Pinheiro) - 4:13
9. Batida de Trem (Vicente Barreto, Carlos Pita) / Toque de Fole (Bastinho Calixto, Ana Paula) - 4:50
10. Roendo Unha (Luiz Gonzaga, Luiz Ramalho) / No Som da Sanfona (Kakau do Asfalto, Jackson do Pandeiro) / Morena de Angola (Chico Buarque) - 4:58
11. Pagode Russo (Luiz Gonzaga, João Silva) / Onde Tu Tá Neném (Luiz Bandeira) - 4:35
12. Olha Pro Céu (Luiz Gonzaga, José Fernandes) - 3:10
13. Boca do Balão (Moraes Moreira, Zeca Barreto, Fred Góes) / São João na Estrada (Moraes Moreira) - 3:44
14. De Volta Pro Aconchego (Dominguinhos, Nando Cordel) - 2:53

## Músicos participantes

### Disco 1 (Estúdio)
- José Américo Bastos: arranjos, teclados, acordeom, piano
- Fernando Melo: arranjos e viola de 12 cordas
- Luiz Bueno: arranjos, violão de nylon e de 12 cordas
- Zé Ramalho: arranjos e violão de aço
- Jaques Morelenbaum: arranjos
- Wagner Tiso: aranjos e teclados
- Luiz Brasil: arranjos e violão
- Geraldo Azevedo: arranjos, viola de 10 cordas e violão
- Jorge Helder, Heber Calura (Jacaré), Arthur Maia, Alberto Continentino e Arlindo Pipiu: baixo
- Zeca Assumpção: baixo acústico
- Zeppa Souza: guitarra e violão de nylon
- Chiquito Braga: guitarra e violão de aço
- Victor Biglione: guitarra e violão
- Ana de Oliveira: violão
- Camilo Mariano: bateria e percussão
- Carlos Bala: bateria
- Paulinho He-Man: percussão e vocais
- Marcos Amma: percussão
- Zé Canuto: sax-alto e soprano
- Roberto Stephenson: sax
- Roberto Marques: trombone
- Paulinho Trompete: trompete
- David Ganc: flauta
- Mauro Senise: flauta em Sol
- Cristiano Alves: clarineta
- Manassés de Souza: viola de 12 cordas
- Giancarlo Pareschi (spalla), Michel Bessler, José Alves, Ricardo Amado, Walter Hack, Antonella Pareschi, Bernardo Bessler e Paschoal Perrotta: violinos
- Jesuína Passaroto, Nayran Pessanha e Marie Christine Bessler: violas
- Alceu Reis, Marcelo Salles, Fernando Bru e David Chew: cellos
- Francisco Gonçalves: oboé
- Jussara Lourenço e Tadeu Mathias: vocal de apoio

### Disco 2 (Ao Vivo)
- Teclados, arranjos e direção musical: José Américo Bastos
- Baixo: Heber Calura (Jacaré)
- Guitarra e violão: Marcos Arcanjo
- Viola e cavaquinho: Manassés de Souza
- Bateria: Tedy Santana
- Acordeom: Antônio Ferraguti
- Sax e flauta: David Ganc
- Trompete: Naor Oliveira
- Trombone: Aldivas Alves
- Percussão: Paulinho He-man e Marcos Amma
- Vocal: Jussara Lourenço e Tadeu Mathias

#### Músicos convidados
- Gerônimo: voz, arranjo e violão na faixa 5
- Arthur Maia: baixo na faixa 5
- Zeppa: guitarra na faixa 5
- Camilo Mariano: bateria na faixa 5
- Altair Martins: trompete nas faixas 9, 10 e 13
- Roberto Marques: trombone nas faixas 9, 10 e 13

## Créditos
- Produzido por José Américo Bastos e Elba Ramalho
- Direção artística: Jorge Davidson
- Assistente de produção e arregimentação: Fatinha
- Disco 1 gravado nos estúdios Nas Nuvens e AR (Rio de Janeiro)
- Técnicos: Eduardo Costa e Cláudio Farias
- Assistentes: Théo Marés, Duda Mello, Eduardo Baldi e Luciano Tarto
- Disco 2 gravado ao vivo na Concha Acústica do Teatro Castro Alves, em Salvador (Bahia), nos dias 24 e 25 de Junho de 1999, e no Montreux Jazz Festival, em Montreux, Suíça, no dia 1º de Julho de 1999
- Mixado por José Américo Bastos e Eduardo Costa no estúdio AR
- Capa: Gringo Cardia
- Foto: Murilo Meirelles
- Maquiagem: Márcio Mitkay
- Figurino: Elba Ramalho
- Joias e bijuterias: Alberto Sabino
- Fotos de folclore nordestino: arquivo Cafi
- Designer gráfico assistente: Fábio Arruda
- Assistente de fotografia: Alexandre Savino
- Coordenação gráfica: Luís Felipe Couto e Emil Ferreira
- Agradecimentos: Projeto Sua Nota é um Show, Teatro Castro Alves, Salvador